# Estêvão II da Hungria
Estêvão II (István, em húngaro) (Budapeste, 1101 — Székesfehérvár, 1 de março de 1131) foi rei da Hungria de 1116 até a sua morte. Sucedeu seu pai, Colomano, no trono.
Por não ter descendentes, designou seu primo Bela, que havia sido cegado por Colomano, como sucessor.

## Árvore genealógica da Casa de Arpades
|-